# Ben Alnwick
Benjamin Robert Alnwick, mais conhecido como Ben Alnwick, (Prudhoe, 1 de janeiro de 1987) é um futebolista inglês que atua como goleiro. Atualmente joga no Bolton.
Ben Alnwick é irmão do também goleiro Jak Alnwick, que joga no Newcastle United e que disputou o Sub-16 e Sub-18 pela seleção inglesa.
Ben já passou pelo Sunderland, Luton Town, Leicester City, Carlisle United e Norwich City.
Foi contratado pelo Bolton em 2016, onde foi eleito o melhor jogador da temporada 2017/2018